# Ah! My Goddess!
Oh My Goddess! (Japans kanji: ああっ女神さまっ - romaji: Aa! Megami-sama!) is een manga door Kosuke Fujishima. Het verhaal is verwerkt tot een OVA-reeks, verscheidene anime-series en een anime-film.

## Inhoud
Universiteitsstudent Keiichi Morisato wordt door een godin, Belldandy, bezocht om een enkele wens te doen. Keiichi denkt echter dat dit een grap is, en vraagt de godin schertsend om voor altijd bij hem te blijven. Hierop trekt Belldandy tot Keiichi's grote verbazing daadwerkelijk bij hem in. De manga en anime vertellen het verloop van de relatie tussen Keiichi en Belldandy, elk op hun eigen manier.
De benaming Belldandy is de verengelsde versie van het originele fonetisch Japanse ベルダンディー -, 'Berudandii', op zijn beurt een fonetische vertaling van het Europese Verdandi of Verthandi. Samen met de personages Urd en Skuld is deze afkomstig uit het pantheon van de Noords/Germaanse mythologie. Het drietal komt daar voor als schikgodinnen of 'Norns' (respectievelijk van heden, verleden en toekomst), die onder meer de voortgang van de tijd beheren. Hoewel dit voor de manga eveneens geldt, zijn hun persoonlijkheden in de strip slechts zeer losjes op de oorspronkelijke mythologische personages gebaseerd.

## Media

### Manga
Oorspronkelijk startte Oh My Goddess! als een spin-off van de manga You're under arrest van dezelfde auteur. De manga liep in het seinen mangamagazine Afternoon van 1988 tot 2014 en is gebundeld in 48 delen.

### OVA
De OVA bestaat uit 5 afleveringen. Deze vertelt de verhaallijn uit het begin van de manga, maar geeft er uiteindelijk een eigen draai aan.

### Adventures of Mini-Goddess
Deze tv-reeks, die 48 afleveringen telt, is getekend in komische super-deformed-stijl. De afleveringen duren elk 7 minuten en hebben qua verhaallijn nauwelijks raakvlakken met de manga.

### Film
Verschillende plotelementen uit de manga werden gebruikt in de eerste Ah! My Goddess speelfilm uit 2000 (de titel werd hierbij voor het eerst gewijzigd in de Engelstalige titel zoals die voortaan zou worden gebruikt). Het scenario staat echter op zichzelf.

### Anime serie
In 2005 werd de anime televisieserie Ah! My Goddess uitgezonden in Japan. Net als de Oh My Goddess! OVA werd deze geproduceerd door AIC en in Amerika uitgegeven door Media Blasters. Deze versie houdt zich beter aan de originele manga dan de OVA, alhoewel er nog steeds kleine verschillen bestaan. Deze verschillen bestaan voornamelijk uit dingen die men ongeschikt voor televisie vond. Alhoewel er maar 24 afleveringen en één terugblik zijn uitgezonden, had de dvd-uitgave van de serie twee extra afleveringen die nooit op televisie vertoond zijn.

#### Everyone Has Wings
Een tweede seizoen genaamd Ah! My Goddess: Everyone Has Wings (Japans: ああっ女神さまっ それぞれの翼 - Aa! Megami-sama: Sorezore no Tsubasa) dat voor het eerst op 6 april 2006 uitgezonden werd, sluit direct aan op seizoen één. De Engelse dvd-uitgave draagt als ondertitel "Flights of Fancy".
Regisseur Hiroaki Gohda heeft gezegd dat hij graag zo veel mogelijk van de manga wil verfilmen, wat meerdere seizoenen waarschijnlijk maakt.

#### Tatakau Tsubasa
Ter gelegenheid van het 20-jarig jubileum van "Ah! My Goddess" is in december 2007 een 2-delige OVA uitgebracht genaamd: 闘う翼 - Tatakau Tsubasa (Fighting Wings). Het is gebaseerd op de zogenaamde "Angel Eater"-arc uit de manga. Deze dvd is vooralsnog alleen in het japans.